# Relações entre Arábia Saudita e Jordânia
As relações entre Arábia Saudita e Jordânia são as relações diplomáticas estabelecidas entre o Reino da Arábia Saudita e o Reino Hashemita da Jordânia. Ambos são vizinhos, com uma extensão de 744 km na fronteira entre os dois países.

## História

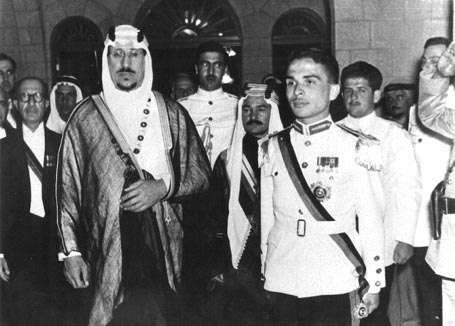
O rei Hussein da Jordânia com o rei Saud da Arábia Saudita, em 1954.

A Monarquia da Arábia Saudita possui um longo histórico de tensões com a Monarquia da Jordânia. Os sauditas foram rivais dos jordanianos na disputa pelo controle do território que atualmente é a moderna Arábia Saudita. Apesar de essa rivalidade ter diminuído após a vitória dos sauditas e a expulsão dos jordanianos de Hejaz e da Península Arábica em meados de 1920, ainda existem focos de tensão nas relações entre os dois países.
A Arábia Saudita forneceu ajuda à Jordânia durante o conflito entre Árabes e Israelenses, e permitiu que muitos cidadãos jordanianos e também palestinos com a cidadania da Jordânia trabalhassem na Arábia Saudita, apesar dos dois regimes nunca terem sido próximos. No entanto, essas relações se deterioraram de forma rápida durante a Guerra do Golfo, quando o rei Hussein da Jordânia apoiou o Iraque de Saddam Hussein.